# Geismar (Göttingen)
Geismar (niederdeutsch Chaasmer) ist der südlichste und einwohnerreichste Stadtteil der niedersächsischen Universitätsstadt Göttingen.

## Namensherkunft
Die Herkunft des Ortsnamens liegt im Dunkeln. Jakob Grimm führt die Bedeutung der beiden Silben auf althochdeutschen und keltischen Ursprung zurück, worauf sich eine Übersetzung als „Platz der sprudelnden Quellen“ ergab. Dieser Name weist auf die für die Siedlung charakteristischen Quellen und Bachläufe hin. Außerdem liegen auch die anderen Orte mit dem Namen Geismar bzw. Hofgeismar ebenfalls auf einem Terrain mit wasserführender Quelle. Nach neuerer Forschung stammt die vordere Silbe aus dem Indogermanischen mit der Bedeutung „Beben“ oder „Wabern“. Die hintere lässt sich auf das Altfriesische zurückführen und heißt „Niederung“ oder „Sumpf“. Damit ließe sich die Ortslage mit „wabernder Sumpf“ übersetzen, also ganz ähnlich der früheren Deutung.

## Geographie
Heute geht Geismar im Norden ohne erkennbare Grenze in die Stadtbezirke Südstadt und Oststadt über. Die angrenzenden Gemeinden sind Rosdorf im Westen, Friedland im Süden und Gleichen im Südosten.

## Bevölkerung
| Jahr | Einwohner | davon Hauptwohnsitz |
| ---- | --------- | ------------------- |
| 1896 | 01.325    |                     |
| 1939 | 03.286    |                     |
| 1950 | 04.708    |                     |
| 1961 | 08.552    |                     |
| 1970 | 14.475    |                     |
| 1980 | 16.889    |                     |
| 1990 | 16.665    | 15.632              |
| 1995 | 16.656    | 15.689              |
| 2002 | 17.289    | 16.498              |
| 2006 | 17.705    | 16.802              |
| 2015 | 18.755    | 17.879              |
| 2019 | 19.292    | 18.280              |

Ende 2019 lebten 19.292 Menschen in Geismar, davon waren 18.280 mit ihrem Hauptwohnsitz dort gemeldet. Unter den in Geismar gemeldeten Personen gehörten in dem Jahr mit 7.443 etwa 40,7 % der evangelischen Kirche an, während 2.703 katholischen Glaubens waren (14,8 %). Von der wohnberechtigten Bevölkerung waren 1.803 Personen Ausländer, 1078 (Stand: 2018) besaßen neben der deutschen eine weitere Staatsangehörigkeit (5,6 %). Das Durchschnittsalter betrug 45,8 Jahre. Mit nur etwa 5,4 % war der Anteil der Studenten an der Bevölkerung im Jahr 2019 deutlich niedriger als in der Kernstadt und im Stadtteil Weende. 7,9 % der Einwohner waren 2019 auf den Empfang von Sozialleistungen angewiesen, die Zahl der Sozialwohnungen war auf 3,7 % gesunken.

## Geschichte
Archäologische Funde belegen, dass es auf dem Gebiet von Geismar seit der Jungsteinzeit verschiedene Besiedlungen gab.

### Mittelalter
Geismar wird 1055 in einem Stiftungsbrief des Petersstifts zu Nörten erstmals urkundlich erwähnt. Die Christianisierung des Dorfes und der Bau der ersten Kirche fallen wahrscheinlich in die Zeit von Karl dem Großen um das Jahr 800. Der Stiftungsbrief weist Geismar als Mutterkirche aus, was dem Ort seinerzeit eine besondere Bedeutung verlieh.
In die Zeit des Mittelalters fällt das Auftreten des ausgestorbenen Adelsgeschlechtes derer von Geismar, die selbst mehrere Lehen im Ort besaßen. Erstmals erscheint ein Vertreter jenes Geschlechts im Jahr 1184 mit Konrad de Geismare, der Ministerial und Afterlehnsvasall der Mainzer Kirche war, in den Urkunden. Als Vasall des Edelherren Konrad von Schöneberg hatte er unter anderem den Zehnten zu Deiderode inne, den er an das Kloster Reinhausen verkaufte. 1209 wird mit dem Ritter Bartoldus de Geismaria ein weiterer Anhänger derer von Geismar fassbar. Er verkaufte dem Kloster Pöhlde für 88 Mark den Zehnten zu Radolfshausen mit Einwilligung seines Lehnsherrn, dem Grafen Albert von Everstein. Wann das Adelsgeschlecht erlosch, ist unbekannt. Später  gingen zahlreiche Lehnsgüter in Geismar an die Familie von Hanstein über.

### Neuzeit
Bis ins Jahr 1744 war Geismar im Besitz des Erzbischofs von Mainz. Dieser verpfändete im Jahr 1326 den Fronhof von Geismar und damit den Zehnten des Dorfes an die Herren von Hardenberg. Der Erzbischof löste seine Schuld nicht und daher blieb Geismar bis 1801 unter dem Einfluss der Grafen von Hardenberg. Allerdings kündigte Kurfürst Johann Schweikhard von Cronberg 1607 den Brüdern Friedrich und Jobst Philipp von Hardenberg das Lehensverhältnis auf, woraufhin ein Streit entstand, da sich die Hardenberger weigerten, die lange besessenen Güter abzutreten. Die Angelegenheit kam vor das Reichskammergericht, bald darauf mischte sich gar der Herzog Heinrich Julius von Braunschweig ein und beanspruchte die Hoheit über das Gericht zu Hardenberg. Die Auseinandersetzung steht in Beziehung zu dem Streit, der damals zwischen den Braunschweigern und Mainz aufkam und über die Zuständigkeit des Dorfes handelte. Die Hardenberger verfochten zunächst ihren Anspruch auf das Obergericht und wiesen auf Beispiele hin, in denen sie es innehatten. So hielten sie Gericht über Klaus von Schehens uneheliche Söhne Hermann und Franz, als diese Geismar gebrandschatzt hatten, sowie über die Frau Andreas Hoffmans, die ihren Mann umgebracht hatte. Ein weiterer Streit entbrannte, als die Hardenberger einen im Wald aufgrund Holzdiebstahls erschossenen Bauern auf dem Galgen aufhängen ließen. Dieser Galgen wurde kurz davor vom Südhang des Lohberges an die Landstraße nach Göttingen verlegt. Der Friedländer Amtmann rückte auf Befehl der Räte Mündens am 20. Mai 1580 mit 500 bewaffneten Bauern vor, riss den Galgen ab und begrub den Toten. In der Folgezeit näherten sich jedoch die Hardenberger den Braunschweigern an. Am 28. November 1589 erhoben die Hardenberger gegen die Visitation Braunschweigs Einspruch, da das Dorf Geismar unter dem kurfürstlichen Schutze des Mainzer Erzbischofes lag. Am 8. August 1613 gelobten die Hardenberger Vögte Ernst Grusenberg und Jobst Pleßmann dem neuen Herzog Friedrich Ulrich von Braunschweig die Treue, woraufhin das braunschweigische Wappen angeschlagen wurde.
Nach langen Verhandlungen verzichtete das Erzbistum Mainz 1744 auf die Landeshoheit über Dorf und Gemarkung Geismar. Der Ort gehörte seitdem zum Königreich Hannover. Der neue Landesherr war es auch, der 1784 die Trasse des Fernhandelswegs Reinhäuser Landstraße neu anlegen und befestigen ließ.

### 19. Jahrhundert
Die Herrn von Hardenberg, die jahrhundertelang Besitzer des Junkernhofs mit der Gerichtsbarkeit in Geismar gewesen waren, verkauften diesen 1801 an den Oberamtmann von Uslar-Scharnebeck. In der Franzosenzeit kam es zwischen 1807 und 1812 zur Besetzung durch Napoleonische Truppen. Das Dorf wurde Teil des neu geschaffenen Königreichs Westphalen. In dieser Zeit war das Gericht aufgehoben und alle bisherigen Vorrechte des Adels abgeschafft. Im Jahr 1825 war der Junkernhof so verschuldet, dass es zur Zwangsversteigerung kam. Die Gemeinde selbst erhielt den Zuschlag und wurde somit im Folgejahr ihr eigener Gerichtsherr, Dienstherr, Zehntherr sowie Patronats- und Schulherr. Die für den Kauf aufgenommenen Schulden belasteten die Einwohner noch lange und führten zu erheblichen Streitereien. Nachdem 1839 das Patrimonialgericht Geismar aufgelöst und an den Landesherrn übertragen worden war, konnten die Ländereien des Herrenhofs unter den Käufern aufgeteilt werden. Die 1859 vom Königreich Hannover erlassene Landgemeindeverordnung regelte die dörflichen Verwaltungen neu. Zu den damit neu geschaffenen politischen Gemeinden gehörten dann sämtliche Einwohner. In Geismar dauerte es viele Jahre, bis sich die Regelung durchsetzen konnte.
König Georg V. von Hannover und sein Kronprinz besuchten 1861 als Ehrengäste das Schützenfest in Geismar. Das gesamte Dorf war zu ihrem Empfang erschienen. Einige Wochen danach ließ der Monarch der Gemeinde als Geschenk eine Schützenkette mit Wappenschild zukommen. Vier Jahre später, anlässlich des 50. Jahrestags der Schlacht von Waterloo, wurde als Erinnerung an diesen Besuch ein noch heute vorhandener Gedenkstein aufgestellt.
Eine gravierende Veränderung brachte der Krieg von 1866, in dessen Folge das Königreich Hannover aufgelöst und zur preußischen Provinz wurde. Die neue Regierung führte unter anderem die allgemeine Wehrpflicht und die freizügige Wohnortwahl ein. Diese Freizügigkeit gewährte Geismar, nach mehrmaligen Ermahnungen, erst elf Jahre nach der Einführung. Am Krieg von 1870/71 nahmen 28 Männer des Dorfes auf preußischer Seite teil. Der Junkernhof hatte bisher Sitz und Stimme im Landtag, dieses Recht wurde 1877 gestrichen. Damit verlor das Anwesen endgültig seine Ausnahmestellung im Ort. Zwei Jahre später kam es in dem agrarisch geprägten Geismar zu einer Neuverkoppelung – Flurbereinigung – der über die Jahrhunderte sehr kleinteilig gewordenen Felder. Seit der Neubildung von Landkreisen 1885 gehört das Dorf zum Landkreis Göttingen. Im Jahr 1894 erhielt der Ort seine erste Poststelle, drei Jahre danach eine erste Wasserleitung und 1904 wurde die Hauptstraße gepflastert sowie mit einer Kanalisation versehen. Die Verbindung mit dem Gasnetz der Göttinger Gaswerke erfolgte 1910.

### 20. Jahrhundert
Bereits im Jahr 1897 war Geismar an die neue erbaute Göttinger Kleinbahn, eine Schmalspurbahn, angeschlossen worden. Diese als Gartetalbahn bezeichnete Strecke führte vom Göttinger Hauptbahnhof nach Rittmarshausen und Duderstadt. Aus der Stadt kam die Trasse in Verlängerung der Lotzestraße auf Geismarer Gebiet. An der heutigen Kiesseestraße (vor 1964: Mühlenweg) bog sie nach Osten, kreuzte die Reinhäuser Landstraße und führte dann parallel dazu auf der Ostseite in Richtung der Garte. Dem Flusslauf folgte sie auf der Nordseite über Diemarden weiter nach Osten. In Geismar gab es mit der Landwehrschenke und der Garteschenke zwei Stationen an der Reinhäuser Landstraße, außerdem im Gartetal einen Werkanschluss Steinbruch. Mitte der fünfziger Jahre wurden zuerst der Personenverkehr und 1959 auch der Güterverkehr eingestellt und die Strecke abgebrochen.
Am 1. August 1914 hatte die Gemeinde Geismar ungefähr 1600 Einwohner. Davon wurden während des gesamten Ersten Weltkriegs etwa 300 Männer zur Armee eingezogen. Die Bauern mussten Pferde für die Kriegsführung abgeben. Den großen Saal im damaligen Gasthaus Drei Kronen richtete man als Lazarett her und der neu gegründete Vaterländische Frauenverein sammelte Liebesgaben für die dort untergebrachten Verwundeten. In der Kirche begann man regelmäßige Kriegsgebetsstunden abzuhalten. Die Gemeinde zeichnete mehrere Kriegsanleihen in beträchtlicher Höhe. Bereits seit dem zweiten Kriegsjahr mussten Kriegsgefangene in der Landwirtschaft arbeiten. Gegen Ende des Krieges wurden noch die Glocken der St.-Martin-Kirche wegen ihres Metalls eingeschmolzen. Nach dem Waffenstillstand kehrten die überlebenden Soldaten zurück, für sie wurde ein Begrüßungsgottesdienst abgehalten. Fast 70 der Eingezogenen verloren in diesem Krieg ihr Leben.
Ein Jahr nach dem verlorenen Ersten Weltkrieg erhielt Geismar Verbindung mit dem Göttinger Stromnetz. 1923 bekam die Gemeindeverwaltung erstmals einen Telefonanschluss. Aufgrund der Inflation im Reich stiegen die Einnahmen der Gemeinde in diesem Jahr auf die astronomische Summe von 4.602.106 Mark, alle Gemeindearbeiten wurden vorläufig eingestellt. Nach Ende der Inflation wurden die Löhne und Gehälter der Gemeindebediensteten neu geregelt. Als die Stadt Göttingen 1927 ein Busliniennetz einrichtete, wurde Geismar mit integriert. In den folgenden Jahren schafften sich auch erste Privatpersonen moderne Technik, wie Radio oder Auto, an. Ein Taxiunternehmen eröffnete seinen Betrieb. Nach der Weltwirtschaftskrise von 1930 sanken die Einnahmen der Gemeinde auf die äußerst geringe Summe von 120.000 Mark. Die Arbeitslosigkeit im Ort nahm beängstigende Ausmaße an. Die vermutlich 1928 gegründete Ortsgruppe der NSDAP wurde zunehmend präsenter. Während einer ihrer Veranstaltungen im Gasthaus „Drei Kronen“ kam es zu einer Massenschlägerei.
Bereits im Jahr 1920 wurde an der Ostseite der Reinhäuser Landstraße / Ecke Kiesseestraße (damals: Mühlenweg) mit dem Bau der ersten Häuser für die Siedlung Treuenhagen begonnen. Die Planungen gehen auf Pastor Adolf Groscurth (1867–1934) zurück, der Erste Weltkrieg verhinderte einen früheren Baubeginn. Die Häuser sollten günstigen Wohnraum für Mitglieder des Evangelischen Arbeitervereins schaffen.

### Zeit des Nationalsozialismus
Nachdem die Nationalsozialisten ab 1933 an der Macht waren, wurde ein neues Bauprojekt auf der Westseite der Reinhäuser Landstraße begonnen. Es entstanden Siedlungshäuser für Soldaten des Ersten Weltkriegs. Deshalb hieß das Areal damals Frontkämpfersiedlung. Die insgesamt fünf neuen Straßen erhielten Namen nach Offizieren aus dem Ersten Weltkrieg. Die Benennung erfolgte am 20. April 1936, dem sogenannten „Führergeburtstag“. Die Straßennamen waren nicht vom Ortsrat Geismar bestätigt worden und wurden nach dem Zweiten Weltkrieg umbenannt.
Nach Schilderung des Ortschronisten Ewald Dawe spielte sich die „Machtübernahme“ in Geismar so ab, dass Anfang Februar 1933 eine konstituierende Sitzung des Gemeindeausschusses stattfand. Durch eine verfügte die NSDAP über sechs und die SPD über fünf Sitze.
Während der Sitzung betraten SA-Männer den Raum und forderten alle Anwesenden, die nicht der NSDAP angehörten, zum Gehen auf. Anschließend setzte der NSPAP-Ortsgruppenleiter den Kaufmann Eberhardt zum kommissarischen Bürgermeister ein, den der Gemeindeausschuss später wählte. In den folgenden Jahren wurde die Organisationsstruktur der NSDAP im Ort eingeführt und andere Vereine aufgelöst. Die Ortsgruppe Geismar der NSDAP soll 290 Parteimitglieder umfasst haben. Nach verschiedenen Arbeitsbeschaffungsmaßnahmen hatte der Ort 1935 offiziell keine Arbeitslosen mehr. Im gleichen Jahr begann auf der östlichen Hanglage der Bau der Zieten-Kaserne, die zwei Jahre später fertiggestellt wurde. Im Jahr 1936 zog die Gemeindeverwaltung in ein umgebautes Gebäude in der Kerllsgasse um, wo sie sich auch heute noch befindet. Im Ort wurden verstärkt Altmetallsammlungen durchgeführt und auch eine eigene Luftschutzgruppe ins Leben gerufen. Die Einwohnerzahl stieg bis 1939 auf ca. 3200 Personen an.
Zu Beginn des Zweiten Weltkriegs am 1. September 1939 wurden zahlreiche Männer aus Geismar einberufen. Andere wurden zur Arbeit in Rüstungsbetrieben verpflichtet. Der Kriegsbeginn brachte zahlreiche Einschränkungen mit sich. Insgesamt starben ungefähr 300 Männer aus Geismar im Krieg. Nach dem gescheiterten Attentat vom 20. Juli 1944 auf Hitler kam es im Dorf zu einer Solidaritätsveranstaltung mit dem Regime. Seit 1943 wurde die Region immer öfter von alliierten Bombergeschwadern überflogen. Dabei kam es nach Luftkämpfen am 22. Februar 1944 und 8. April 1945 jeweils zum Absturz eines amerikanischen B-17 „Flying Fortress“-Bombers auf die Feldmark des Ortes.
Aufgrund des kriegsbedingten Mangels an Arbeitskräften trafen 1940 die ersten 45 Zwangsarbeiter aus Polen im Ort ein und wurden sie auf die Höfe verteilt. 1941 begann die Nutzung großer Säle und Räume im Ort zur Unterbringung von Kriegsgefangenen, die in Betrieben der Stadt Göttingen arbeiten mussten. So entstand im Gasthaus „Zur Linde“ ein Lager für bis zu 100 Personen und im Saal die Gasthofes Engelhardt waren ca. 80 sowjetische Kriegsgefangene untergebracht. Unter unhygienischen Bedienungen mussten über 130 Zwangsarbeiter, darunter 27 Kinder, in der sogenannten Polenkaserne, einem heute nicht mehr existierenden Gebäude in der Heidelbeergasse, leben. Ferner gab es Lager in der Garteschenke und der Stegemühle. Insgesamt ist von etwa 450 Zwangsarbeitern während des Zweiten Weltkrieges in Geismar auszugehen. Bis zu ihrer Befreiung wurden 10 Kinder von ihnen geboren, drei dieser Kinder starben noch im Ort. Auf dem Gelände der Zieten-Kaserne wurden eigenes für Kriegsgefangene 30 Baracken errichtet. Dort mussten bis zu 3000 Gefangene leben. Eine größere Anzahl von ihnen verstarb während dieser Zeit.
Während des Krieges gab es in Geismar keine Schäden durch Bombardierungen, abgesehen von einem einzelnen Bombenabwurf auf die Siedlung Treuenhagen. Am 8. April 1945 schlugen amerikanische Artilleriegranaten im Ortskern ein. Danach rollten US-Panzer von der Stegemühle kommend die heutige Kiesseestraße herauf ins Dorf. Die Truppen gehörten zur 2. US Infantry Division, die auch die Stadt Göttingen eingenommen hatte.

### Nachkriegszeit
In der Nachkriegszeit wurde das Dorf zum Ziel von Flüchtlingen aus dem ehemaligen Reichsgebiet. Um der dadurch entstandenen Wohnungsnot abzuhelfen, wies die Gemeinde neue Flächen als Bauland aus. Es entstanden an der Hauptstraße in Richtung der Stadt Göttingen zahlreiche Neubauten. Auch hangaufwärts nach Osten wurde Gelände erschlossen und die Siedlung Treuenhagen wuchs. Damit ging auch eine Veränderung der Bebauung einher; es entstanden erstmals Reihenhäuser und Einzelhäuser ohne Garten zur Selbstversorgung. Die Kirchengemeinden reagierten ebenfalls auf das Einwohnerwachstum. So wurde 1960 die katholische Kirche Maria Königin des Friedens errichtet und 1963 der Grundstein für St. Stephanus gelegt. Viele der Neubürger fanden ein Auskommen in den Betrieben, der Verwaltung und an der Universität Göttingen. Die Schaffung der neu notwendigen Infrastruktur bedeutete eine große Belastung für das zuvor agrarisch geprägte Dorf. Am 4. Juli 1964 wurde Geismar zusammen mit den Gemeinden Grone, Nikolausberg und Weende in die Stadt Göttingen eingegliedert.
Nach der Eingemeindung von 1964 stieg die Einwohnerzahl weiter an. Damit setzte sich die Bebauung um den alten Ortskern fort. Mitte der 1960er Jahre wurde der direkt südlich der Kirche im Altdorf liegende Hardenbergsche Herrenhof abgerissen. Die erste Erwähnung dieses Junkernhofs datiert auf das Jahr 1669. In dem dort neu errichteten Wohnviertel erinnert ein Straßenname an das vormalige Anwesen. Ab 1991 entstand zwischen Altdorf und Reinhäuser Landstraße das Wohngebiet Kiesseecarree. Als die Bundeswehr 1993 den Standort Zieten-Kaserne endgültig aufgab, wurde das Areal als Zietenterrassen für die private Bebauung freigegeben.

### Wüstung Rode
Unweit von Geismar am Fuße des Diemardener Berges befand sich das vermutlich im 15. Jahrhundert
wüst gefallene Dort Rode. Forschungen ergaben, dass es sich bei dem Ort um ein Reihendorf handelte, das um das Jahr 1207 gegründet wurde. Die Gehöfte zogen sich an der nordöstlichen Ufertrasse der Garte entlang. Mittig der Häuserreihen befand sich der Dorfbrunnen, noch heute bezeichnet der Flurname Der Brunnen am Röderbruche indirekt dessen Standort. Das Fundgebiet von Keramikscherben zog sich auf 500 m lang, was den Schluss zulässt, dass in Rode mit etwa 17 Siedlerstellen vorhanden waren. In einem Güterverzeichnis aus dem Jahr 1489 wird berichtet, dass die Größe der Gemarkung Rodes etwa 17 Hufen betrug. Vom Dorf führte ein Weg nach Geismar, der in einer Niederschrift aus dem 15. Jahrhundert als op deme Geysmere wege genannt und 1871 unter dem Flurnamen Unter dem Röderweg geführt wird.

### Wappen
| | Blasonierung: „Geteilt von Silber (Weiß) und Rot; oben ein rot bewehrter schwarzer Keilerkopf mit goldenen (gelben) Hauern, unten ein silbernes (weißes) halbes sechsspeichiges Rad (Mainzer Rad).“ |
| Wappenbegründung: Das Wappen nimmt Bezug auf die früheren Zugehörigkeiten in der Gemeinde. Der Keilerkopf entstammt dem Wappen der Herren von Hardenberg, deren Einfluss bis ins Jahr 1801 dauerte. Der untere Teil steht für die Zugehörigkeit (bis 1744) zum Bistum Mainz. Das Wappen in dieser geteilten Form wurde im Jahr 1937 vom NSDAP-dominierten Gemeinderat angenommen. Zuvor zeigte es das ganze Kurmainzer Rad. Der neue Entwurf stammt von Otto Rössler von Wildenhain. Der Heraldiker kreierte die Wappen von zahlreichen Gemeinden in der Region. Die Führung des Namenszusatzes wurde ihm 1955 untersagt. | |

## Politik
Geismar hat einen Ortsrat, der 13 Mitglieder umfasst.
Bei der Kommunalwahl 2016 gab es folgendes Ergebnis.
| Ortsrat Geismar 2016Insgesamt 13 Sitze - Linke: 1 - SPD: 4 - Grüne: 3 - FDP: 1 - CDU: 4 |

Seit der Kommunalwahl 2021 ist dieser wie folgt besetzt:
| Ortsrat Geismar 2021Insgesamt 13 Sitze - Linke: 1 - SPD: 4 - Grüne: 4 - FDP: 1 - CDU: 3 |

## Kultur und Sehenswürdigkeiten

### Kirchen

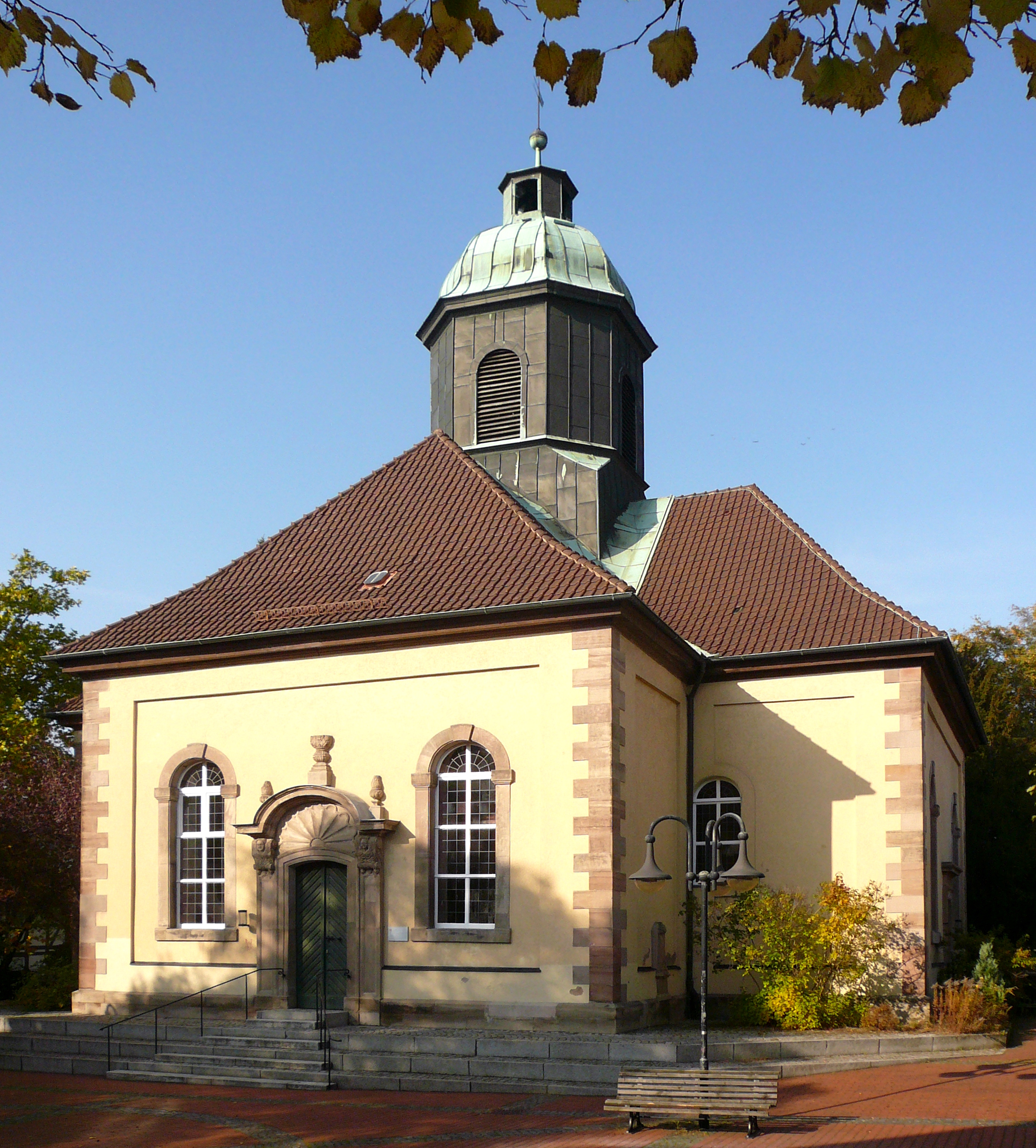
Dorfkirche St. Martin

Das erste Kirchengebäude Geismars wurde vom Bistum Mainz erbaut und erstmals erwähnt, als 1055 der Erzbischof Luitpold I. Dorf und Kirche Geismar dem Stift St. Petri in Nörten schenkte. In ihr befand sich bis 1690 eine Reliquie, der Mantel des heiligen Martin, sowie bis 1894 ein dreiflügeliger Altarschrein von Bartold Kastrop aus dem Jahr 1499. Erbaut wurde das heutige Gotteshaus 1737 bis 1742 nach Plänen des Konsistoriums in Hannover durch Maurermeister Frankenberg aus Duderstadt. Die Baukosten werden mit 3519 Talern beziffert; von den damaligen Patronen, den Herren von Hardenberg, stammten 1533 Taler, der Rest wurde von der Gemeinde aufgebracht. Der Grundriss des Gebäudes ist nach einem gleicharmigen Kreuz gezeichnet, der Kirchturm ruht auf vier Eichenstämmen aus dem Brackenberg. In der alten Vorgängerkirche befanden sich drei Glocken, welche zwischenzeitlich bis 1743 und wieder von 1777 bis 1849 in einem kleinen Glockenturm östlich der heutigen Kirche hingen. Seit 1777 besitzt die Kirche eine Orgel, sie wurde dadurch bezahlt, dass zur damaligen Zeit ein Regiment hessischer Soldaten im Dorf einquartiert war und Geismar für jene Einquartierungen 132 Taler erhielt. Die heutige Orgel stammt jedoch aus dem Jahr 1871 und wurde von Pius Furtwängler aus Elze gebaut.
Nachdem die Dorfkirche St. Martin evangelisch geworden war, wurde erst wieder 1960/61 eine katholische Kirche erbaut. Das nach einem Entwurf von Josef Bieling erbaute Gotteshaus trägt das Patrozinium Maria Königin des Friedens.
Eine zweite evangelisch-lutherische Kirche ist die Stephanus-Kirche, die nach Plänen von Diez Brandi entstand. Am 13. Dezember 1963 erfolgte ihre Grundsteinlegung, und am 11. Dezember 1966 folgte ihre Einweihung.

## Töchter und Söhne, Persönlichkeiten
- Hermann Siegfried Rosenberg (1831–1901), Numismatiker, Münzhändler und Gründer des gleichnamigen Auktionshauses H. S. Rosenberg in Hannover
- Hanscarl Leuner (1919–1996), Psychiater und Psychotherapeut, wohnte in Geismar
- Jürgen Ahrend (* 1930), Orgelbauer
- Bassam Tibi (* 1944), deutscher Politikwissenschaftler syrischer Herkunft